# Zakes Mokae
Zachariah „Zakes“ Makgoba Mokae (* 5. August 1934 in Johannesburg; †  9. September 2009 in Las Vegas; nach anderen Angaben Zakes Zulu Mokae) war ein südafrikanischer Schauspieler.

## Leben
Mokae wuchs in Südafrika auf. Er war als Schüler des St Peter’s College in Johannesburg Saxophonist in der Huddleston Jazz Band. Mit dem südafrikanische Dramatiker Athol Fugard führte er dessen Stück The Blood Knot auf, das von zwei Halbbrüdern unterschiedlicher Hautfarbe handelt. Es war das erste Mal in der Geschichte Südafrikas, dass ein Weißer und ein Schwarzer gemeinsam in einem Theaterstück agierten. Mit Fugard zog er 1961 nach London, um das Stück dort aufzuführen. Wegen der eingeschränkten künstlerischen Freiheiten in der Zeit der südafrikanischen Apartheid blieb Mokae in London, wo er sich an der Royal Academy of Dramatic Art ausbilden ließ. Ab 1969 lebte Mokae in den USA. Dort spielte er mit Fugard in ’Master Harold’ and the Boys, für das er 1982 den Tony Award als bester Nebendarsteller eines Theaterstückes erhielt. Das Stück wurde 1985 mit Mokae und Matthew Broderick verfilmt.
1993 wurde Mokae für seine Darstellung im Stück The Song of Jacob Zulu von Tug Yourgrau erneut für den Tony Award nominiert.
Mokae spielte in zahlreichen Spielfilmen, meist in Nebenrollen. Dazu gehören Anti-Apartheid-Filme wie Weiße Zeit der Dürre und Schrei nach Freiheit, aber auch Horrorfilme wie Die Schlange im Regenbogen und Vampire in Brooklyn. Er trat auch in zahlreichen Fernsehserien in Episodenrollen auf, etwa in Monk und Knight Rider. Später wurde er Theaterdirektor, unter anderem von der Nevada Shakespeare Company. Er zog nach Südafrika zurück, wo er in Kapstadt lebte, kehrte aber 2005 aus gesundheitlichen Gründen in die USA zurück, wo er sich in Las Vegas niederließ.
Er war von 1966 bis 1978 und von 1985 bis zu seinem Tod mit Madelyn Mokae verheiratet. 1975 wurde er Vater einer Tochter. Mokae starb an den Folgen eines Schlaganfalls.

## Auszeichnungen
- 1982: Tony Award als bester Nebendarsteller
- 2008: Order of Ikhamanga in Silber

## Filmografie (Auswahl)
- 1957: Donker Afrika
- 1965: Darling
- 1967: Die Stunde der Komödianten (The Comedians)
- 1979: Roots – Die nächsten Generationen (Roots: The Next Generations), Fernsehserie
- 1980: Freibeuter des Todes (The Island)
- 1987: Schrei nach Freiheit (Cry Freedom)
- 1988: Die Schlange im Regenbogen (The Serpent and the Rainbow)
- 1989: Weiße Zeit der Dürre (A Dry White Season)
- 1989: Dad
- 1991: Body Parts
- 1991: A Rage in Harlem
- 1992: Dust Devil
- 1995: Vampire in Brooklyn (Wes Craven’s Vampire in Brooklyn)
- 1995: Waterworld
- 1995: Outbreak – Lautlose Killer (Outbreak)
- 2002: Monk (Fernsehserie, Folge 1x09)